# Estación Cristo Redentor
Cristo Redentor es una estación de la Línea 2 del Biotrén, en el subramal Concepción-Curanilahue, región del Bío-Bío, Chile. Se ubica en la comuna de Coronel, en el sector Camilo Olavarría, en paralelo a la calle Juan Antonio Ríos, entre los pasajes Darío Salas y Pablo Melani. Fue inaugurada el 15 de febrero de 2016. 

## Tiempos de recorrido
En la actualidad, los tiempos de recorrido desde esta estación a:
- Estación Intermodal Concepción: 37 Minutos
- Estación Intermodal El Arenal: 79 Minutos (incluyendo combinación L2|L1)
- Estación Intermodal Chiguayante: 55 Minutos (incluyendo combinación L2|L1)
- Estación Intermodal Coronel: 5 Minutos
- Estación Terminal Hualqui: 72 Minutos (incluyendo combinación L2|L1)
- Estación Terminal Mercado: 72 Minutos (incluyendo combinación L2|L1)
- Estación Lomas Coloradas: 17 Minutos